# Villeroy-sur-Méholle
Villeroy-sur-Méholle – miejscowość i gmina we Francji, w regionie Grand Est, w departamencie Moza.
Według danych na rok 1990 gminę zamieszkiwały 32 osoby, a gęstość zaludnienia wynosiła 5 osób/km² (wśród 2335 gmin Lotaryngii Villeroy-sur-Méholle plasuje się na 1013. miejscu pod względem liczby ludności, natomiast pod względem powierzchni na miejscu 886.).